# 외도 (영화)
《외도》는 2016년에 개봉한 대한민국의 영화이다.

## 캐스팅
- 이은미
- 아리
- 안민상
- 최채일